# Kis-Lengyelország
Kis-Lengyelország (lengyelül: Małopolska, latinul: Polonia Minor) Lengyelország egyik történelmi régiója az ország déli részén. A Kis-Lengyelország (Małopolska) név a XIV-XV. században alakult ki, mintegy Nagy-Lengyelország ellentéteképpen.
Ez a terület hegyes, fennsíkos (Kárpátok, kis-lengyelországi felföld, Świętokrzyskie hegyek, Sandomerzi völgy, Lublini felföld)

## Történelem röviden

Kis-Lengyelország tartománya a Lengyel–Litvánia nemesi köztársaságban a legnagyobb terjeszkedés idején, 1618-ban

- IX. század – viszlánok és más kisebb szláv törzsek állama – lengyánok.
- X. század vége – hozzácsatolják az államhoz a krakkói és sandomierzi részeket
- 1040 körül – a Piastok Lengyelországának Krakkó a fővárosa
- 1138 – az ország feudális széttagoltsága idején krakkói és sandomierzi hercegség
- XIII-XV. század – Kis-Lengyelország Nagy-Lengyelországtól függetlenedni törekszik
- XV. század – kis szejm Nowy Korczynban
- 1340. sanoki és lwówi földeket Lengyelországhoz csatolják
- XVI. század – orosz földek (egészen Kijevig) kis-lengyelországi fennhatóság alatt
- 1545 – az orosz vajdaság kis szejmje Sądowa Wisznián
- Lengyelország felosztásának ideje: Galícia, Krakkó szabad város
- 1918 – vissza Lengyelországba
- Második világháború – Generalgouvernement (főkormányzóság)
- a mai Kis-lengyelországi vajdaság a történelmi vidéknek csak egy részét foglalja magába

## Fontosabb városok
A legemlítésreméltóbb városok:
- Krakkó

továbbiak:
- Rzeszów
- Częstochowa
- Lublin
- Dąbrowa Górnicza
- Jaworzno
- Będzin
- Nowy Targ
- Kielce
- Sandomierz
- Sosnowiec
- Tarnów
- Krosno
- Nowy Sącz
- Tarnobrzeg
- Sanok
- Wieliczka
- Bochnia
- Radom
- Zakopane
- Bielsko-Biała
- Łuków
- Siedlce